# Pinklao

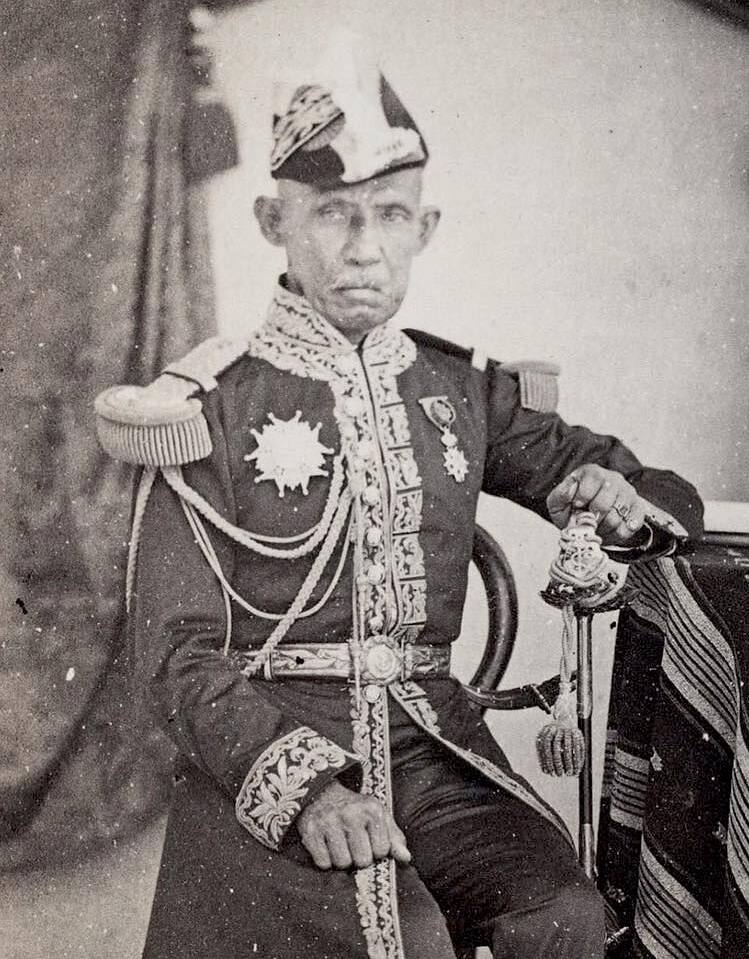
Andrekonung Pinklao i marinuniform.

Pinklao, född som prins Isares Juthamanee 4 september 1808 i Thonburi, Bangkok, död 7 januari 1866 i Bangkok, var vicekung av Thailand och yngre bror till kungarna Rama III och Rama IV. 

## Biografi
Prins Isares Juthamanee var kung Rama II:s femtionde barn men tredje kungliga son (då även hans mor var av kunglig rang). Under sin äldre halvbror Rama III:s regeringstid höjdes han i rang och var känd som prins Momfanoi alternativt Chowphoinoi. Han deltog i Kungliga flottan, och intresserade sig för mekanik och vetenskap. Han var även vänligt inställd till utlänningar. Vid ungefär 25 års ålder träffade han den amerikanska diplomaten Edmund Roberts, som ansåg att prinsen kunde tala och skriva engelska med bra flyt och korrekt uttal. Han besökte vid samma tid i hemlighet det amerikanska örlogsskeppet USS Peacock.
När hans bror prins Mongkut blev kung under namnet Rama IV år 1851 gjordes Momfanoi till andrekung med namnet Pinklao. Inom den thailändska monarkin fanns vid denna tid inga kronprinsar, utan istället valde kungen en vicekung, och därmed potentiell efterträdare, bland någon av de andra höga prinsarna. Pinklao fick dock en unik position som andrekonung och lika i rang med den första. Det är möjligt att hans bror Rama IV gjorde detta av astrologiska skäl, eller för att Pinklao hade mer erfarenhet från sin tid i flottan.
Andrekungen Pinklao fick totalt 63 barn, varav endast 30 överlevde barndomen. Han blev sjuk år 1861, och återhämtade sig aldrig utan avled 1865.